# Chantal-Biya-Stiftung
Die Chantal-Biya-Stiftung (frz.: Fondation Chantal Biya, engl.: Chantal Biya Foundation) wurde 1994 von Chantal Biya, der Ehefrau des zweiten Präsidenten Kameruns Paul Biya, gegründet. 
Die gemeinnützige Stiftung versteht sich als unpolitisch und konfessionslos. Die Prinzipien ihres Handelns beruhen auf Humanismus, Philanthropie, Solidarität und gegenseitige Hilfe sowie Unparteilichkeit und ausgleichender Gerechtigkeit. Die Stiftung kümmert sich besonders um Kinder, Frauen, alte Menschen und benachteiligte Minderheiten wie Menschen mit Behinderung und Pygmäen.